# Startsida

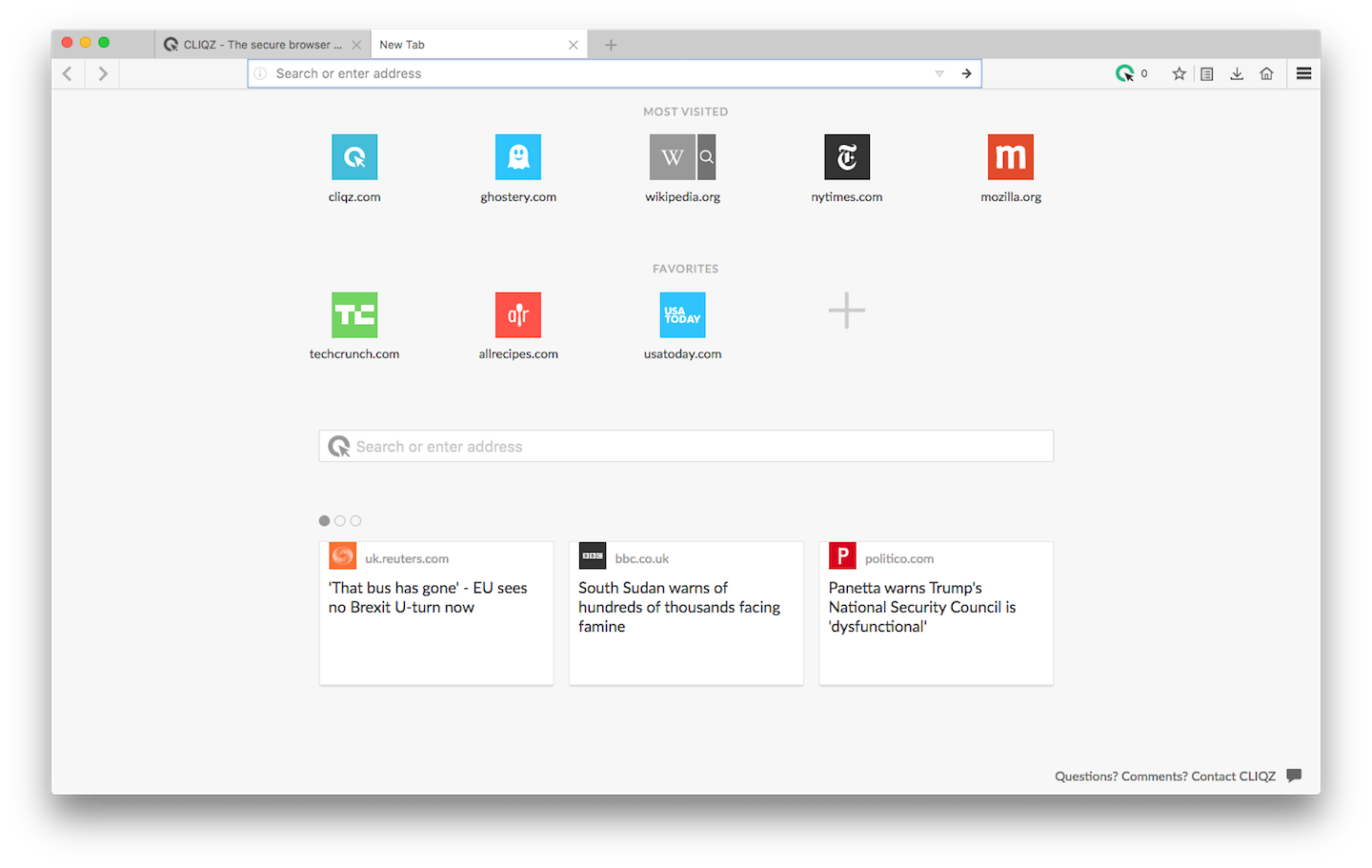
En webbläsares startsida.

En startsida är den första webbsidan som visas när man öppnar en webbläsare. Startsidan kan även öppnas via en knapp i webbläsaren.

## Startsida och val av startsida
Det är vanligt att ha en sökmotor som startsida. Tillverkaren av webbläsaren har ofta förinställt en egen söktjänst som startsida, vilken ofta innehåller även länkar till några webbplatser som användaren brukar besöka, nyheter och annat som användaren kan tänkas vara intresserad av.
Vanligtvis går det att välja startsida själv i webbläsarens inställningar, exempelvis en annan söktjänst eller en helt annan sida. I många webbläsare kan man välja att ha en tom sida som startsida. Ofta kan man också välja att istället fortsätta från föregående session, det vill säga alla sidan eller sidorna som var öppna senast man använde webbläsaren. Man kan även välja att öppna en grupp med olika sidor när man startar webbläsaren.

## Alternativa startsidor

### Most Visited (Google Chrome)
Google Chrome erbjuder en tabelliknande vy över användarens mest besökta sidor, samt valbara vyer över annan information såsom bokmärken och de av användaren vanligaste Google-sökningarna.

### Top Sites (Safari 4)
Vid lanseringen av Safari 4.0 introducerade Apple Inc. Top Sites, en 3-dimensionell visning av användarens mest besökta webbsidor, som alternativ till startsida.

## Nomenklatur

En knapp för startsida.

Ordet startsida används ofta något oegentligt med betydelsen ”ingångssida”, det vill säga webbsidan som man hamnar på först när man går in på en webbplats. På grund av detta förväxlas ofta ”startsida” med ”ingångssida” och vice versa.
Likaså används ordet hemsida (engelska: Home page) också ibland som synonym till ”startsida”, men kan även ha andra betydelser. På grund av detta rekommenderar Svenska datatermgruppen att man undviker ordet till förmån för mer precisa ord som ”webbplats”, ”webbsida”, ”ingångssida” och ”startsida” i de olika betydelserna.

### Webbkällor
- ”startsida”. Svenska datatermgruppen. http://www.datatermgruppen.se/visning.html?obj=a98. Läst 10 augusti 2013.8 0